# Kivijärvi (Övertorneå socken, Norrbotten)
Kivijärvi är en sjö i Övertorneå kommun i Norrbotten och ingår i Torneälvens huvudavrinningsområde. Sjön har en area på 0,246 kvadratkilometer och ligger 183 meter över havet.

## Delavrinningsområde
Kivijärvi ingår i det delavrinningsområde (741342-183912) som SMHI kallar för Mynnar i Soukolojoki. Medelhöjden är 214 meter över havet och ytan är 63,05 kvadratkilometer. Det finns inga avrinningsområden uppströms utan avrinningsområdet är högsta punkten. Vikeväjoki som avvattnar avrinningsområdet har biflödesordning 3, vilket innebär att vattnet flödar genom totalt 3 vattendrag innan det når havet efter 114 kilometer. Avrinningsområdet består mestadels av skog (73 procent) och sankmarker (19 procent). Avrinningsområdet har 0,91 kvadratkilometer vattenytor vilket ger det en sjöprocent på 1,4 procent.